# Saccobolus caesariatus
Saccobolus caesariatus är en svampart som beskrevs av Renny 1887. Saccobolus caesariatus ingår i släktet Saccobolus och familjen Ascobolaceae.   Inga underarter finns listade i Catalogue of Life.